# Kiss Ferenc (orvos, 1833–1897)
Diószegi Kiss Ferenc (Fugyi (Bihar megye), 1833. szeptember 1. – Nagyvárad, 1897. április 5.) orvosdoktor, megyei főorvos.

## Élete
Kiss Ferenc elemi iskolai tanító és Nagy Zsuzsanna fia. Az öt gimnaziális osztályt, mint a Dobozy-fiúk instruktora tartván fenn magát, Debrecenben az református iskolában végezte; ekkor az 1848. évi szabadságharc kitört, s ő is honvéd lett és több erdélyi csatában vett részt. Ott a dévai vár felrobbantásakor és 1849-ben mint tiszt vett részt Szászváros alatt az oroszok ellen vívott csatában, ahol elfogatott és 1850. február 2-ig fogoly volt Szebenben. Hazakerülvén, folytatta tanulmányait Diószegen (VI. osztályt) és Debrecenben (VII., VIII. osztályt). Az orvosi pályára 1853-ban lépett és 1859-ben orvosdoktorrá avattaték. Ezen év őszén Bécsbe ment és ott az általános kórházban pár évig gyakornokként működött. Mint gyakorló orvos Székelyhídon telepedett le; 1864-ben Nagyszalontára tette át lakását. Az itteni gimnáziumban 1865-től 1874-ig a növény-, állat- és ásványtant mint rendes tanár minden díj nélkül tanította. 1867-ben járásorvos lett. 1883-ban Bihar megye főorvosi állásba helyezte. 1891. július 1-jén nyugalomba vonult. A magyar orvosok és természetvizsgálóknak 1869-től 1888-ig minden gyűlésén részt vett.
Cikkei a Magyar orvosok és természetvizsgálók Munkálataiban (XXII. 1883. A Felső-Tiszavidék közgazdasági jelen helyzete); az Orvosi Hetilapban (1888. Emlékbeszéd Miskolczi Mihály Biharmegye tiszti főorvosa felett).